# 랑삿속
랑삿속(langsat屬, 학명: Lansium 란시움[*])은 멀구슬나무과의 속이다. 디속실룸속(Dysoxylum Blume)에 포함시키기도 한다.

## 하위 분류
- 랑삿(L. domesticum Corrêa)
- L. breviracemosum Kosterm.
- L. membranaceum (Kosterm.) Mabb.